# Fann Wong

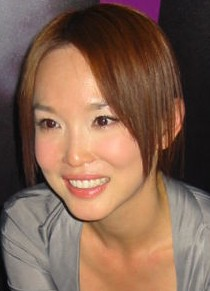
Fann Wong

Fann Wong, é uma actriz, cantora e modelo natural de Singapura. Nasceu em 27 de Janeiro de 1971.
Em 1987, aos 16 anos, venceu um concurso de beleza em Singapura, e iniciou a sua carreira no mundo da moda.
Percorreu as passerelles entre 1990 e 1994, ocasionalmente filmando publicidades, sobretudo em Taiwan. 
Em 1994 foi encontrada em Taipei por um produtor de TV de Singapura e convidada a participar na série dramática "Mei meng cheng zhen", que obteve grande sucesso no seu país.
Em 1996 lançou um disco como cantora pop a solo, "Fantasy", cantado em Mandarim.
Em 1999 o filme de Hong-Kong, "Zhen xin hua", catapultou-a para o sucesso fora de portas, tendo inclusive vencido vários prémios como actriz principal.
Em 2003, apareceu ao lado de Jackie Chan e Owen Wilson em Shanghai Knights, que a iniciou numa carreira internacional.

## Ligações externos
- Fann Wong. no IMDb.